# Dur Baba (distrikt)
Dur Baba är ett distrikt i Afghanistan. Det ligger i provinsen Nangarhar, i den östra delen av landet, 170 kilometer öster om huvudstaden Kabul. Administrativ huvudort är Dur Baba.
Distriktet beräknades år 2022 ha cirka 27 000 invånare.